# Lac Ndalaga
Le lac Ndalaga est un des lacs Mokoto situé à l’ouest des montagnes des Virunga dans le Nord-Kivu en la République démocratique du Congo.